# Zigeunerbraten
Zigeunerbraten sind in der Kochkunst bestimmte gewürzte Schweine- oder Rinderbraten. Es handelt sich, wie bei Gerichten mit vergleichbaren Namen, nicht um ein Gericht speziell mit Bezug auf Sinti und Roma.

## Allgemeines
Der Name wurde der Soldatensprache entnommen und bezeichnete das Fleischrösten im Freien, so auch der Begriff Zigeunerfleisch. „Nach Zigeunerart“ hergestellte Speisen meint in der Regel mit Paprika, Tomaten, Speck und Zwiebeln zubereitet und teils scharf mit Paprikapulver gewürzt. Zigeunerbraten können auch aus gepökeltem Fleisch gemacht werden.

### Tradition in der Schweiz
Jedes Jahr an Pfingsten bräteln die Grabser auf der Alp Gamperney ein traditionelles Gericht „Zigeuner“, das sind dünn geschnittene marinierte Plätzli auf Spiessen, die am offenen Feuer gebraten werden. Mit einer Zwiebelschwitze übergossen werden sie direkt vom Spiess gegessen. Am alljährlichen Churer Fest werden „Rindszigeuner“, „Zigeunerspiesse“ und „Zigeuner“ (Rindfleisch mit Brot) verkauft.

### Tradition in Österreich
Ein Zigeunerrostbraten ist in Österreich ein gedünsteter Rostbraten mit Paprikaschoten, Zwiebeln, Speck, Schinken und Pfefferoni.

## Namensherkunft und Geschichte
Die meisten der mit dem Bestimmungswort „Zigeuner-“ benannten Gerichte entstammen der österreichischen Küche und haben ihre Wurzeln in der ungarischen Küche. In Ungarn heißt der Zigeunerbraten „Cigánypecsenye“ und in der Slowakei „Cigánska“.
Zigeunerbraten waren mindestens schon im 19. Jahrhundert bekannt und wurden beispielsweise in den Feldküchen der K.u.K. Armee, der Italienischen Armee bzw. Schweizer Armee oder bei Volksfesten zubereitet. Am ehemaligen Feiertag am Zehntausend-Rittertag in Chur wurden die Schützen durch eine Feldküche verpflegt, der namentlich die Zubereitung des Zigünerbratens als Aufgabe zufiel. Das Fleisch wurde so geschnitten, dass es zusammenhängend auf einen Spieß gesteckt und am Feuer gebraten werden konnte, der Zigeunerbraten wurde mit Fett begossen und am Spieß serviert.
Victor Aimé Huber erzählte in seinem Reisebericht über „Slavonische Zustände“ 1847, wie Zigeunerbraten am Spieß geröstet wurde:

„Ein gewandter lugare (Waldhüter, kroatisch: lugar) war beschäftigt, abwechselnd große Schnitte von Ochsenfleisch und Speckschnitte, die mit gehackten Zwiebeln bestreut waren, auf den Spieß zu stecken, das Ganze ward mit rothem spanischen Pfeffer bestreut, den man Paprika nennt und allgemein statt des schwarzen Pfeffers gebraucht. Dann ward der Spieß in die Gaffeln gelegt und langsam am Feuer gedreht. So zubereitetes Fleisch nennt man hier Zigeunerbraten.“

## Diskussion um die Bezeichnung
In der Kochkunst, der Küchensprache und in Kochrezepten ist beim negativ konnotierten Bestimmungswort „Zigeuner-“ nicht die Ethnie, sondern die intensive Verwendung von Paprika als Zutat ausschlaggebend. Mit „à la zingara“ wird in der internationalen Küche eine Garniturform, eine Zubereitung und die Verwendung geschmacklich dominierender Zutaten (Paprika, Zwiebeln) bezeichnet. Hierzu gehören Zigeunerbraten, Zigeunersauce oder Zigeunerschnitzel.